# Souret Husseïnov
Souret Husseïnov (en azéri : Surət Davud oğlu Hüseynov), né le 12 février 1959 à Kirovabad (RSS d'Azerbaïdjan) et mort le 31 juillet 2023 à Istanbul (Turquie), est un homme d'État azerbaïdjanais, Premier ministre d'Azerbaïdjan entre le 7 juin 1993 et le 6 octobre 1994.

## Biographie
Souret Husseïnov commence sa carrière comme gérant d'une entreprise de textile dans sa ville de Gandja (nouveau nom de Kirovabad après l'indépendance azerbaïdjanaise). Ayant fait fortune, il arme et finance sa propre milice azerbaïdjanaise lors de la première guerre du Haut-Karabagh (1988-1994) : il devient alors l'un des principaux commandants des troupes de volontaires azerbaïdjanais. En 1993, il est renvoyé de ses fonctions militaires par le président azerbaïdjanais Aboulfaz Eltchibeï après la perte de deux districts du Haut-Karabagh : Laçin et Kelbadjar. Husseïnov retourne dans sa région natale de Gandja. 
Favorable à la Russie, il se rapproche des militaires russes stationnant en Azerbaïdjan. À la suite de négociations avec le président Eltchibeï, ceux-ci quittent ce pays, mais laissent leurs armes et leur matériel à Souret Husseïnov. Il réunit des hommes armés et marche sur la capitale Bakou en juin 1993. Eltchibeï fuit le pays et laisse le pouvoir à Heydar Aliyev, Husseïnov obtenant le poste de Premier ministre.
En octobre 1994, Souret Husseïnov est démis de ses fonctions par Aliyev, qui l'accuse d'avoir fomenté un coup d'État. Il s'enfuit vers la Russie mais est renvoyé vers l'Azerbaïdjan en 1996. Il est jugé pour tentative de coup d'État, tentative d'assassinat du président, contrebande d'armes, contrebande de drogue, création de milice armée, mutinerie et haute trahison. Il est condamné à perpétuité par la Cour suprême azerbaïdjanaise le 15 février 1999.
Le 17 mars 2004, il est finalement gracié avec 129 autres prisonniers « politiques » par le président Ilham Aliyev. Toutefois, son frère Arif Hüseynov est arrêté en Russie quelque temps plus tard, le 23 janvier 2005, en collaboration avec la police azerbaïdjanaise.